# Вудруф, Роскоу Барнетт
Роскоу Барнетт Вудруф (анг. Roscoe Barnett Woodruff; 9 февраля 1891 год, Оскалуса, Айова, США — 24 апреля 1975 год, Сан-Антонио, Техас, США) — генерал-майор армии США, участвовал в Первой мировой войне и во Второй мировой войне.

## Молодость
Вудруф родился 9 февраля 1891 года в небольшом шахтерском городке Оскалуса (штат Айова, США). Его отец Кэлвин Вудруф был кадровым военным. Он учился в разных государственных школах, затем окончил государственный университет в городе Эймс. В 1911 году в возрасте 20 лет он поступил в Военную академию США. Во время учёбы он стал первым капитаном корпуса кадетов. Его выпуск часто называют «осыпанным звездами», так как он дал много будущих военачальников. 12 июня 1915 года он окончил Военную академию США и получил чин второго лейтенанта пехоты в армии США. Роскоу Барнетт Вудруф учился вместе с такими будущими генералами, как Дуайт Дэвид Эйзенхауэр, Омар Брэдли, Джеймс Ван Флит, Стаффорд Лерой Ирвин, Чарльз Уолкотт Райдер, Пол Джон Мюллер, Лиланд Стэнфорд Хоббс, Джон Б. Уоган, Вернон Причард.

## Военная карьера
После окончания Военной академии он служил на мексиканской границе. В апреле 1917 года, после вступления США в Первую мировую войну, Вудруф имея звание капитан, был назначен командиром роты 2-го батальона 9-го пехотного полка, в составе 2-й пехотной дивизии армии США. Осенью 1917 года 2-я пехотная дивизия была отправлена на Западный фронт Первой мировой войны в качестве одного из первых подразделений Американских экспедиционных сил. Вудруф получил хороший боевой опыт в 1917—1918 годах, который помог ему в последующих назначения в конце войны.

### Межвоенный период
В межвоенный период Вудруф оставался служить в армии, а также проходил обучение в различных военных учебных заведениях. В середине 1920-х годов он учился в Командно-штабном колледже армии США, который окончил в 1927 году, как один из лучших выпускников. В 1927—1931 годах был инструктором в армии США. В 1931 году он учился в Военном колледже армии США. С 1932 по 1936 год был офицером по тактике в Военной академии США. В 1938 году Вудрафф, в звании подполковника, начал службу в отделе операций и тактики Военное министерство США.

### Вторая мировая война
После начала Второй мировой войны Вудруф, в звании подполковника командовал 2-м батальоном 23-го пехотного полка. С июля 1941 года по январь 1942 года он командовал полком, который дислоцировался в форте Сэм Хьюстон, штат Техас. В конце 1941 года Вудруф получил звание бригадного генерала. В марте 1942 года был назначен заместителем командира 77-й пехотной дивизии, которая только была восстановлена и состояла полностью из новобранцев. В июне 1942 Вудруф был повышен до генерал-майора и был назначен командующим 77-й пехотной дивизией, которая располагалась Форт Джексоне (Южная Каролина, США). Он руководил дивизией до мая 1943 года и занимался её подготовкой к развёртыванию на Тихоокеанском театре военных действий Второй мировой войны.
В мае 1943 года он передал командование 77-й дивизией генерал-майору Эндрю Дэвису Брюсу и принял командование VII армейским корпусом, который дислоцировался в Англии. Верховный командующий союзниками в Европе Эйзенхауэр первоначально выбрал Вудруфа в качестве одного из командиров, которые будут участвовать в Нормандской операции. Вудруф не имел достаточно опыта в подобных операциях и поэтому был переведен на должность командира XIX армейского корпуса.
В начале 1944 года был отправлен в США и был назначен командующим 84-й пехотной дивизией. С марта по июнь 1944 года проходил подготовку в лагере Клэйборн, который был предназначен для подготовке военных частей на Тихоокеанский театр военных действий.
В ноябре 1944 года Вудруф был назначен командующем 24-й пехотной дивизией, которая располагалась в юго-западной части Тихого океана. Его дивизия принимала участие в битве за Миндоро и в битве за Минданао, которые были частью Филиппинской операции американские войск по освобождению островов от японской оккупации.

### Послевоенный период
В ноябре 1945 года Вудруф стал командующим 1-й армейский корпус в составе 8-й армии США, во время оккупации Японии войсками союзников. С февраля 1948 года по март 1951 года он был заместителем командующего 1- й армией, которая располагалась в Форт-Джей (штат Нью-Йорк). С января по март 1949 года и с октября по ноябрь 1950 исполнял обязанности командующего 1-й армии.
В 1951 году Вудруф принял командование XV армейским корпусом в Форт Полк (штат Луизиана). В январе 1953 года ушел в отставку. Он и его жена Алиса Грей Вудруф отправились в Сан-Антонио, штат Техас. Вудруф умер 24 июля 1975 года в возрасте 84 лет. Он был похоронен на Национальном кладбище в Форт-Сэм-Хьюстон.

## Награды
- Медаль «За выдающуюся службу»
- Серебряная звезда
- Бронзовая звезда
- Медаль военно-воздушных сил
- Похвальная медаль
- Пурпурное сердце
- Медаль Победы в Первой мировой войне
- Медаль Победы во Второй мировой войне
- Медаль пограничной службы на мексиканской границе
- Медаль «За защиту Америки»
- Медаль «За Американскую кампанию»
- Медаль «За Европейско-африканско-ближневосточную кампанию»
- Медаль «За службу в оккупационной армии»

## Примечание
1. ↑  Roscoe Woodruff. Дата обращения: 24 декабря 2019. Архивировано 24 декабря 2019 года.
2. ↑  Roscoe B. Woodruff. Military Wiki. Архивировано 24 декабря 2019. Дата обращения: 24 декабря 2019.
3. ↑  Roscoe Barnet. Дата обращения: 25 декабря 2019. Архивировано 2 ноября 2019 года.
4. 1 2  Carlo D'Este. Eisenhower: A Soldier's Life. — Macmillan, 2003-05-15. — 884 с. — ISBN 978-0-8050-5687-7.
5. ↑  Korean War Educator: Brief History - I Corps - 1862-1953. www.koreanwar-educator.org. Дата обращения: 25 декабря 2019. Архивировано 24 декабря 2019 года.